# Пиратская партия (Шлезвиг-Гольштейн)
Пиратская партия в Шлезвиг-Гольштейне (нем. Piratenpartei Schleswig-Holstein) — отделение Пиратской партии Германии в федеральной земле Шлезвиг-Гольштейн. Председатель отделения — Йоахим Ротермунд.

## История
Региональное отделение было основано 16 декабря 2007 года в городе Фемарн. На выборах в федеральный округ Шлезвиг-Гольштейн в 2009 году он потерпел поражение с 1,8 % при барьере в 5 %. На досрочных выборах в мае 2012 года партия смогла войти в Ландтаг земли Шлезвиг-Гольштейн с 8,2 процентами.
В 2012 году в парламенте Федеральной Земли возникли разногласия между пиратской фракцией и другими партиями, представленными в парламенте, после того, как пираты отказались соблюдать устное соглашение о конфиденциальности совета старейшин по соображениям прозрачности. Затем все стороны, за исключением пиратов, подали ходатайство об ужесточении правил в отношении тайных собраний. В ходатайстве было написано про последующий запрет использование ноутбуков, телефонную связь, фотосъемку, видеосъемку и звукозаписи. Депутаты пиратской фракции протестовали против этого плана, используя пишущие машинки на следующем заседании. Кроме того, партия подала Конституционный иск. В конечном итоге пиратам удалось добиться, чтобы совет старейшин публиковал протоколы своих собраний с конца 2012 года и разрешил использование ноутбуков.

## Программа
Региональное отделение выступает за прозрачность и гражданские права, защиту окружающей среды и потребителей, а также за цифровую революцию и защиту данных в качестве основных тем.

## Места в Ландтаге
На выборах в Ландтаг в 2012 году партия получила шесть мест, которые заняли следующие кандидаты:
- Торге Шмидт
- Вольфганг Дудда
- Ули Кинг
- Патрик Брейер
- Свен Крамбек

- Ангелика Беер

На выборах в Ландтаг в 2017 году Пиратская партия получила лишь 1,2 % голосов, что на 7 % меньше, чем в 2012 году. Им не удалось снова попасть в Ландтаг Земли.
На выборах 2019 года в Европарламент член шлезвиг-голштейнской партии Патрик Брейер был главным кандидатом от Пиратской партии Германии. И стал единственным немецким пиратом попавшим в Европарламент